# Училищен мюзикъл
„Училищен мюзикъл“ (на английски: High School Musical) е популярен американски телевизионен филм за юноши от 2006 година, носител на Еми. Премиерата е на 20 януари 2006 по Disney Channel и събира пред малкия екран 7,7 милиона зрители. Филмът за кратко време се превръща в световен феномен. На 29 ноември 2006 стартира турнето на звездите от Училищен мюзикъл, където изпълняват не само песните от филма, но и от своите самостоятелни албуми. Година по-късно, на 29 ноември започва „Леденото турне“ на Училищен мюзикъл. Професионални фигуристи изпълняват съчетания върху танците от Училищен мюзикъл и неговото продължение Училищен мюзикъл 2, което се превръща в най-гледания телевизионен филм на всички времена с главозамайващия рейтинг от 17,5 милиона зрители. По филма са създадени много книги, видео игри, а на 20 юни 2008 започва излъчването на риалити шоуто Училищен мюзикъл: Влез в картинката. Стотици таланти от различни краища на САЩ премерват сили, изпълнявайки необикновени задачи, като представяне на различни моменти от филма, изпълняване на песни от албумите на звездите и т.н. Голямата награда спечелена от Стан Карицоза, е песен и клип, които биват показани по време на финалните надписи на Училищен мюзикъл 3: На прага на колежа.

## Сюжет
Внимание:  Текстът по-долу разкрива сюжета на произведението (или части от него)!
Трой (Зак Ефрон), популярният капитан на баскетболен отбор, и Габриела (Ванеса Ан Хъджънс), умната и красива представителка на академичен клуб, които не се съобразяват с училищните правила, най-вече - деленето на групи, тайно участват на прослушване за главни роли в мюзикъл.
Докато те се докосват до звездите и преследват мечтите си, всеки от тях се научава да приема другите, да работи в екип и да бъде себе си. И всичко това е подплатено с музика и танци.

## Герои
- Трой Болтън (Зак Ефрон) – капитан на баскетболния отбор на Източната Гиманзия – Дивите котки (Wildcats), най-известното момче в училище. Баща му е треньор на отбора и очаква много от него, но Трой усеща, че не иска да бъде само и единствено баскетболист. След като се среща с Габриела на новогодишно караоке-парти, той открива, че музиката го влече и се влюбва от пръв поглед в Габриела. Най-добрия му приятел е Чад Денфорд, също Дива котка, с когото се познават от предучилищната.

- Габриела Монтез (Ванеса Хъджинс) – Срамежлива, но много интелигентна ученичка, която постоянно сменя училища, заради работата на майка си. Печелила е много състезания и олимпиади, поради което веднага става член на академичния клуб в гимназията. Има страхотен глас, но е пяла само в църковен хор, защото няма кураж да пее соло. Влюбена е в Трой. Най-добрата и приятелка е Тейлър МакКеси – президент на академичния клуб.

- Шарпей Евънс (Ашли Тисдейл) - Президент на театралния клуб в гимназията, най-известното момиче в училище. Богата, арогантна и надменна, свикнала да получава всичко за себе си. Истинска звезда на сцената във всяко едно отношение. Винаги е получавала главни роли в училищните мюзикъли и сега нищо няма да и попречи да спре Трой и Габриела. Облича се винаги по последна мода. Единственият и приятел е брат и близнак Райън, когото постоянно манипулира. Харесва Трой, но щом застава на пътя и, няма да го пожали.

- Райън Евънс (Лукас Грейбиъл) – Вицепрезидент на театралния клуб, брат – близнак на Шарпей и неин партньор на сцената. Той също винаги е получавал главни роли. За разлика от сестра си е добродушен, мил, но понякога говори глупаво. Предан брат. Винаги изпълнява желанията на Шарпей, дори и да не му харесват. Облича се винаги модерно, като винаги носи шапка. Страхотен певец и танцьор. Обича бързите джаз- и латинопарчета, излъчващи енергия. Отличен хореограф.

- Чад Денфорд (Корбън Блу) – Съотборник и най-добър приятел на Трой. Според него мюзикъла не е за баскетболисти. Съюзява се с Тейлър и заедно разделят Трой и Габриела, но после ги събират отново, защото разбират, че са един за друг. Чад е добър приятел, но е малко немарлив и егоистичен. В края става ясно, че харесва Тейлър и я кани на среща.

- Тейлър МакКеси (Моника Колмън) – Президент на академичния клуб, най-добра приятелка на Габриела. Опитва се да я накара да се откаже от мюзикъла, но накрая я подкрепя. Феминистка, не може да разбере момчетата и най-вече спортистите, но въпреки това харесва Чад.

- Г-ца Дарбъс (Алисън Рийд) - Учителка по актьорско майсторство. Шарпей и е любимка. Ненавижда мобилните телефони и спорта. Често спори с треньора Джак Болтън, защото смята, че спортистите са примитивни създания и не разбират от изкуство. Тя, от своя страна, не разбира нищо от спорт.

- Треньора Джак Болтън (Барт Джонсън) – Треньор на баскетболния отбор, като млад също е бил Дива котка. Баща на Трой, има големи очаквания от него, очаква да го направи свое копие. Често спори с г-ца Дарбъс, още откакто са започнали работа в училището. Той не одобрява връзката на Трой и Габриела, защото смята, че пеенето отклонява сина му от баскетбола. След като ги вижда да пеят заедно, застава на тяхна страна.

- Келси Нилсън (Альося Рулин) – Пианистка и композиторка на мюзикъла "Twinkle Town". Помага на Трой и Габриела да участват в мюзикъла. Постоянно е потискана от Шарпей, която променя песните и. Харесва Джейсън.

- Зийк Бейлър (Крис Уорън Младши) – Баскетболист от Дивите котки, приятел на Трой, Чад и Джейсън. Много обича Шарпей, но тя не му обръща внимание. Обожава да прави пайове, щрудели, торти и др. сладкарски изделия. Мечтата му е един ден да направи перфектния крем-карамел.

- Джейсън Крос (Райън Санбърн) – Баскетболист от Дивите котки, приятел на Трой, Чад и Зийк. Много е глупав и говори винаги, когато не трябва. Обожава часовете на г-ца Дарбъс. Харесва Келси.

## Саундтрак
На 10 януари излиза саундтрака към филма. Още през първата седмица се изкачва на 133 място в Billbord 200 със 7469 продадени копия. След още 2 седмици албумът вече се изкачва на 10-а позиция и следващия месец вече е на 1 място с 3,8 милиона продадени копия, което го прави най-продавания саундтрак в историята. През август 2006 става тройноплатинен и е записан в книгата на Гинес. Само за 2006 саундтрака има главозамайващата сума от 14 295 000 продадени копия.
1. The Start of Something New – Трой и Габриела – Зак Ефрън и Ванеса Хъджънс
2. Get'cha Head in the Game – Трой и Дивите котки – Зак Ефрън и др.
3. What I' ve Been Looking For – Шарпей и Райън – Ашли Тисдейл и Лукас Грейбиъл
4. What I' ve Been Looking For (Reprise) – Трой и Габриела – Зак Ефрън и Ванеса Хъджънс
5. Stick to the Status Quo – Шарпей, Райън и ученици – Ашли Тисдейл, Лукас Грейбиъл и др.
6. When There Was Me and You – Габриела – Ванеса Хъджънс
7. Bop to the Top – Шарпей и Райън – Ашли Тисдейл и Лукас Грейбиъл
8. Breaking Free – Трой и Габриела – Зак Ефрън и Ванеса Хъджънс
9. We're All in This Together – всички
10.I Can't Take My Eyes Off of You (Bonus Track) – Зак Ефрън, Ванеса Хъджънс, Ашли Тисдейл и Лукас Грейбиъл
Осем от песните в саундтрака достигат до Billboard Hot 100 и Pop 100. Те добиват такава световна популярност, че чуждестранни изпълнители започват да им правят кавъри на различни езици – испански, португалски, италиански, френски, руски, унгарски, японски, хърватски и др.

## DVD
На 23 май 2006 г. излиза DVD-то на филма. През първата седмица са продадени 1,2 милиона копия, което го прави платинено и то моментално става най-продаваното DVD на всички времена. Поради големия успех, Дисни решава да пусне на 5 декември 2006 г. специално издание в 2 диска.

## Награди
| церемония                            | категория                                                           | резултат  |
| ------------------------------------ | ------------------------------------------------------------------- | --------- |
| Billboard Music Award                | Саундтрак на годината                                               | спечелена |
| Billboard Music Award                | Албум на годината                                                   | номинация |
| American Music Award                 | Най-добър поп албум                                                 | номинация |
| Television Critics Association Award | Отлични постижения в областта на детските програми                  | спечелена |
| Teen Choice Award                    | Преуспяла звезда (Зак Ефрън)                                        | спечелена |
| Teen Choice Award                    | Телевизионна химия (Зак Ефрън и Ванеса Хъджънс)                     | спечелена |
| Emmy Award                           | Най-добра хореография (Кени Ортега)                                 | спечелена |
| Emmy Award                           | Най-добър актьорски състав                                          | номинация |
| Emmy Award                           | Най-добро режисиране                                                | номинация |
| Emmy Award                           | Най-добра музика и текст (Get'cha Head in the Game и Breaking Free) | номинация |

## „Училищен мюзикъл“ в България
В България филмът е излъчен за пръв път по Нова телевизия на 6 декември 2008 г. от 16:00, като е дублиран на български. Повторенията му са излъчвани многократно по Jetix. Ролите се озвучават от артистите Силвия Русинова, Лина Златева, Лидия Вълкова, Камен Асенов, Борис Чернев и Васил Бинев.
На 14 май 2011 г. е излъчен и по bTV от 15:00 с нов дублаж. Ролите се озвучават от артистите Христина Ибришимова, Гергана Стоянова, Константин Каракостов, Цанко Тасев и Димитър Иванчев.